# یوشیا لاتیمر کلارک
یوشیا لاتیمر کلارک (انگلیسی: Josiah Latimer Clark؛ زاده ۱۰ مارس ۱۸۲۲ درگذشته ۳۰ اکتبر ۱۸۹۸) یک مهندس اهل بریتانیا بود.